# Mihály Csapitzky
Mihály Csapitzky – węgierski zapaśnik walczący w stylu klasycznym.
Brązowy medalista mistrzostw Europy w 1911; czwarty w 1912 roku.